# Редаут
Редаут (англ. Mount Redoubt) — активный стратовулкан, расположен на Аляске, входит в состав Алеутского хребта. Вулкан находится к западу от залива Кука, ближайший населённый пункт Анкоридж находится в 180 км на северо-восток. Вулкан Редаут возвышается на 2700 метров над окружающими его с севера, юга и юго-востока долинами, это самая высокая гора в пределах хребта.
Современное название представляет английский перевод русского названия «сопка Редутская». В XX веке Редаут извергался три раза: в 1902, 1966 и 1989 годах.
С 22 по 23 марта 2009 года произошла серия из шести извержений. Это извержение было предсказано за неделю по изменению сейсмической активности вулкана. Облако вулканического пепла поднялось на высоту около 15 километров.